# Ángel Figueroa
Ángel Luis Figueroa Sepúlveda, detto Buster (San Juan, 13 ottobre 1981), è un ex cestista portoricano.

## Carriera
Con Porto Rico ha disputato due edizioni dei Campionati americani (2005, 2007).